# Comtat de Kootenai
Kootenai (AFI /ˈkuːtniː/ cut-ni) és un comtat al l'extrem nord-oest de l'estat nord-americà d'Idaho que fa frontera amb l'est de l'estat de Washington. L'any 2020 l'Oficina del Cens dels Estats Units estimà la població del comtat en 171.362 habitants, essent llavors el tercer comtat més poblat d'Idaho i, amb diferència, el més gran al nord d'Idaho. El comtat representa el 45,4% de la població total de la regió. La seu del comtat i la ciutat més gran és Coeur d'Alene. El comtat es va establir el 1864 i va rebre el nom de la tribu dels kutenais.
El comtat de Kootenai coincideix amb l'àrea metropolitana Coeur d'Alene, que juntament amb l'àrea metropolitana de Spokane comprèn l'àrea estadística combinada de Spokane-Coeur d'Alene.

## Història

### Indígenes i primera activitat europea
La regió Coeur d'Alene pren el seu nom del que els donaren els paranyers de pell francesos als nadius locals. La tribu constava inicialment de tres bandes que habitaven les zones que envoltaven el llac Coeur d'Alene i el riu Coeur d'Alene. El comerç canadenc de pells va arribar a la regió a partir del 1809, marcant el primer contacte de la tribu amb els europeus. Els missioners cristians seguirien amb la primera reunió cristiana oficiada pel pare Nicolas Pointe a la riba nord del llac Coeur d'Alene a la seva unió amb el riu Spokane el 2 de desembre de 1842. La missió de St. Joseph es va establir inicialment al nord-oest de St. Maries l'any 1844 abans de ser rebatejada com a Mission of the Sacred Heart ("missió del sagrat cor" en català) en el seu trasllat al lloc de Cataldo el 1846. La construcció de l'estructura més antiga d'Idaho va començar amb la construcció de l'església de la missió que es va completar el 1855. La seu de la missió es va traslladar a DeSmet el 1877.
La carretera de Mullan Road es va construir travessant la zona l'any 1859 amb la ruta originalment al costat sud del llac Coeur d'Alene. El 1861 s'inicià la construcció d'una carretera a la banda nord del llac Coeur d'Alene. Els homes de Mullan van celebrar el Dia de la Independència de 1861 al Fourth of July Canyon, a l'est de Coeur d'Alene.

### El comtat de Kootenai s'estableix, no s'organitza
La legislatura territorial d'Idaho va crear el comtat de Kootenai el 22 de desembre de 1864. Tanmateix no s'organitzà un govern del comtat immediatament degut a la manca d'assentaments significatius a la regió. El comtat de Kootenai contenia 81 residents al cens del territori d'Idaho de 1864. Rathdrum va ser la primera de les ciutats incorporades actuals que va experimentar un assentament a partir de 1861. Es va convertir en una parada de diligències i més tard en la seu del comtat de Kootenai. Al cens de 1870 la regió estava registrada adscrita al comtat de Nez Perce com el districte de Kootenai amb 31 habitants. Post Falls es va establir el 1871 mentre que Camp Coeur d'Alene es va establir el 1878. El campament es va convertir en un fort el 1879 i la ciutat de Coeur d'Alene va créixer al voltant del fort. Dalton Gardens, Hayden i Hayden Lake també es van establir en aquesta època.

### Organització del comtat de Kootenai
Després de gairebé disset anys d'existència el comtat de Kootenai finalment es va organitzar el 9 de juliol de 1881. La importància del comtat va créixer com a resultat de la finalització de les vies de la Northern Pacific Railway el 1882 fins a Rathdrum, així com el descobriment d'or al riu Coeur d'Alene al veí comtat de Shoshone el 1883. Els assentaments existents van créixer i com a resultat se'n van establir de nous. L'assentament va començar al ferrocarril a Athol el 1882 i Harrison el 1890.

### Desenvolupament de les ciutats
El creixement continuat de la població va provocar el desenvolupament de les ciutats. El 1899 Harrison fou la primera ciutat del comtat en incorporar-se. Coeur d'Alene, Spirit Lake i Athol van seguir el 1906, 1908 i 1909. La incorporació de Rathdrum Post Falls i Worley es va produir abans de 1920. Clarksville, Hayden Lake, Huetter, State Line i Eddiville es van incorporar el 1947. Hayden, Dalton Gardens i Fernan Lake es van incorporar després del 1950. Eddiville i Clarksville es van desincorporar abans del 1970.

### Història dels límits del comtat
En el moment de l'establiment de la Missió Coeur d'Alene, el territori del comtat de Kootenai va ser reclamat tant pels Estats Units com per la Gran Bretanya. El govern del país d'Oregon va establir quatre districtes el 5 de juliol de 1843, i el territori de Kootenai es trobava dins del límit del districte de Clackamas que més tard es va convertir en el comtat de Clackamas sota el territori d'Oregon. El territori de Washington es va establir el 2 de març de 1853. El territori de Kootenai va caure sota el comtat de Walla Walla a partir de 1864, seguit del comtat de Spokane el 1858. El territori d'Idaho es va establir el 3 de març de 1863, la qual cosa va fer que el territori del comtat de Kootenai no caigués sota la jurisdicció de cap comtat. El 2 de febrer de 1864 es va adjuntar jurisdiccionalment al comtat de Nez Perce, però va romandre fora del límit d'aquest comtat. Els comtats de Kootenai i Lah-Toh es van crear el 22 de desembre de 1864, amb Lah-Toh cobrint l'actual territori de Kootenai. Tots dos comtats no es van poder organitzar i el 1867 Lah-Toh va ser abolit i el seu territori es va transferir al comtat de Kootenai. Bonner se n'escindí el 1907 i Benewah el 1915, conferint a Kootenai el seus límits actuals. El 1905 la legislatura va intentar abolir el comtat de Kootenai i crear els comtats de Lewis i Clark en el seu lloc. L'acte va ser declarat inconstitucional pel Tribunal Suprem d'Idaho.

## Geografia

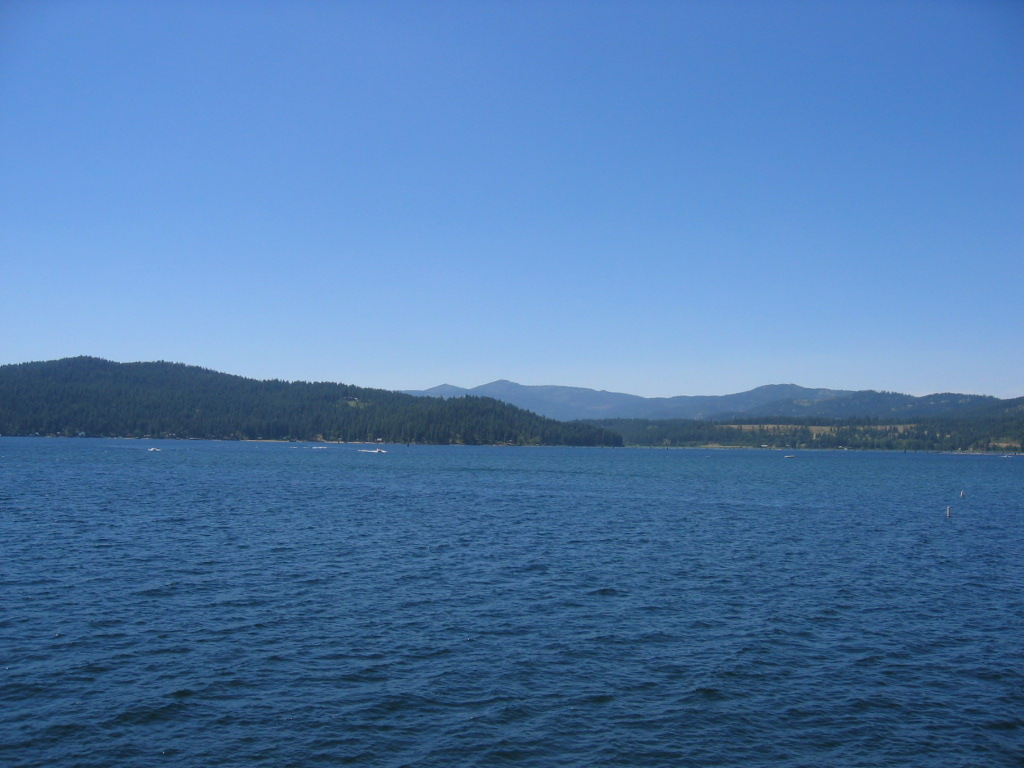
Llac Coeur d'Alene al comtat de Kootenai

Segons l'Oficina del Cens dels EUA, el comtat té una superfície total de 1,316 milles quadrades (3,410 km2), de les quals 1,244 milles quadrades (3,220 km2) són terra ferma i 71 milles quadrades (180 km2) (5,4%) són cobertes d'aigua. La zona d'aigua del comtat inclou el llac Coeur d'Alene i la part més meridional del llac Pend Oreille. El comtat de Kootenai forma part de l'Inland Empire al panhandle d'Idaho.

### Comtats adjacents
- Comtat de Bonner - nord
- Comtat de Shoshone - est
- Comtat de Benewah - sud
- Comtat de Spokane, Washington - oest

### Comunitats
Ciutats
- Athol
- Coeur d'Alene
- Dalton Gardens
- Fernan Lake Village
- Harrison
- Hauser
- Hayden
- Hayden Lake
- Huetter
- Post Falls
- Rathdrum
- Spirit Lake
- Stateline
- Worley

Llocs designats pel cens
- Conkling Park
- Rockford Bay

Comunitats no incorporades
- Bayview
- Cataldo
- Clarksville
- Garwood
- Lane
- Medimont
- North Pole

## Demografia

### Cens de l'any 2000
Segons el cens del 2000 el comtat tenia 108.685 persones, 41.308 llars i 29.659 famílies. La densitat de població era de 87 habitants per milla quadrada (34 hab./km²). Hi havia 46.607 habitatges amb una densitat mitjana de 37 per quadrat milla (14 hab./km²). La composició racial del comtat era 95,84% blancs, 0,17% negres o afroamericans, 1,23% nadius americans, 0,50% asiàtics, 0,07% illencs del Pacífic, 0,59% d'altres races i 1,60% de dues o més races. El 2,33% de la població era hispà o llatí de qualsevol raça. El 23,2% eren d'ascendència alemanya, l'11,9% anglesa, el 10,9% irlandesa, el 9,4% nord-americana i el 6,1% noruega. El 96,6% parlava anglès i l'1,7% espanyol com a primera llengua.
Dels 41.308 habitatges en un 34,90% hi vivien menors de 18 anys, en un 58,60% hi vivien parelles casades, en un 9,20% dones solteres i un 28,20% no conformaven unitats familiars. En el 21,90% dels habitatges hi vivien persones soles, el 8,30% de les quals corresponia a persones de 65 anys o més que vivien soles. El nombre mitjà de persones vivint en cada habitatge era de 2,60 i el nombre mitjà de persones que vivien en cada família era de 3,03.
Per edats la població el 27,10% tenia menys de 18 anys, un 8,70% entre 18 i 24, un 28,00% entre 25 i 44, un 23,90% entre 45 i 60 i un 12,30% 65 anys o més vell. La mediana d'edat era de 36 anys. Per cada 100 dones hi havia 98,10 homes. Per cada 100 dones de 18 o més anys hi havia 94,90 homes.
La renda mediana d'una llar del comtat era de 37.754 $ i la renda mediana d'una família de 42.905 $. Els homes tenien una renda mediana de 33.661 $ mentre que les dones 22.113 $. La renda per capita del comtat era de 18.430 $. Al voltant del 7,70% de les famílies i el 10,50% de la població estaven per davall del llindar de pobresa, incloent el 12,90% dels menors de 18 anys i el 7,30% dels 65 o més.

### Cens del 2010
Segons el cens dels Estats Units del 2010 al comtat hi vivien 138.494 persones, amb 54.200 llars i 37.316 famílies. La densitat de població era de 111.3 habitants per milla quadrada (43.0/km2) . Hi havia 63.177 unitats d'habitatge amb una densitat mitjana de 50.8 per milles quadrades (19.6/km2). La composició racial del comtat era del 94,5% blanc, 1,3% indi americà, 0,7% asiàtic, 0,3% negre o afroamericà, 0,1% illenc del Pacífic, 0,8% d'altres races i 2,4% de dues o més races. Els d'origen hispà o llatí representaven el 3,8% de la població. Pel que fa a l'ascendència el 25,9% eren alemanys, el 15,2% irlandesos, el 13,9% anglesos, el 12,5% americans i el 6,7% noruecs.
De les 54.200 llars en un 32,8% hi vivien menors de 18 anys, en un 53,9% hi vivien parelles casades, en un 10,0% dones solteres, en un 31,2% no eren unitats familiars i en un 24,3% de totes les llars estaven formats per individus. El nombre mitjà de persones vivint en cada habitatge era de 2,53 i el nombre mitjà de persones que vivien en cada família era de 2,99. La mediana d'edat era de 38,9 anys.
La renda mediana d'una llar del comtat era de 46.336 $ i la renda mediana d'una família de 55.840 $. Els homes tenien una renda mediana de 43.503 $ i la de les dones 29.950 $. La renda per capita del comtat era de 24.418 $. Al voltant del 8,8% de les famílies i l'11,9% de la població estaven per davall del llindar de pobresa, incloent el 15,3% dels menors de 18 anys i el 7,7% dels 65 o més.

## Política
En referència de les eleccions presidencials dels EUA el cos electoral del comtat exhibeix un comportament tradicionalment republicà, havent guanyat aquesta formació política totes les eleccions presidencials entre 1968 i 2020.